# Kalena Rios
Kalena Rios (Belém, Brasil, 12 de gener de 1983) és una model de glamur i exactriu pornogràfica transsexual brasilera. Va començar la seva carrera en la indústria del porno el 2004. Durant els seus anys en la indústria pornografica, ha participat en més de 140 pel·lícules per adults. El 2015 es va retirar de la indústria erotica.

## Premis i nominacions de la indústria eròtica
| Any  | Premi                         | Resultat   |
| ---- | ----------------------------- | ---------- |
| 2014 | Miss Univers Trans            | Guanyadora |
| 2012 | Tranny Awards                 | Nominada   |
| 2010 | Miss Trans Star Internacional | Nominada   |